# Hockey Club Centro Giovanile Bassano 1972
Questa voce raccoglie le informazioni riguardanti il l'Hockey Club Centro Giovanile Bassano nelle competizioni ufficiali della stagione 1972.

## Maglie e sponsor
Lo sponsor ufficiale per la stagione 1972 fu Ates.
| 1ª divisa |

### Libri
- Gianfranco Capra e Mario Scendrate, Hockey su pista in Italia e nel mondo, Novara, Casa Editrice S.E.N., settembre 1984,  pp. 107, 222-223.

### Giornali
- La Gazzetta dello Sport, conservato microfilmato da:
  - Biblioteca Nazionale Braidense di Milano;
  - Biblioteca Nazionale Centrale di Firenze;
  - Biblioteca Nazionale Centrale di Roma;
  - Biblioteca Civica Berio di Genova;
  - e presso Emeroteca del C.O.N.I. di Roma (non è online ma è da consultare in sede).